# Gwinnerstraße
Die Gwinnerstraße ist eine überwiegend durch Industriegebiet, in Nord-Süd-Richtung verlaufende Straße im Frankfurter Stadtteil Seckbach. Namensgeber ist der frühere Frankfurter Bürgermeister Philipp Friedrich Gwinner.

## Straßenverlauf

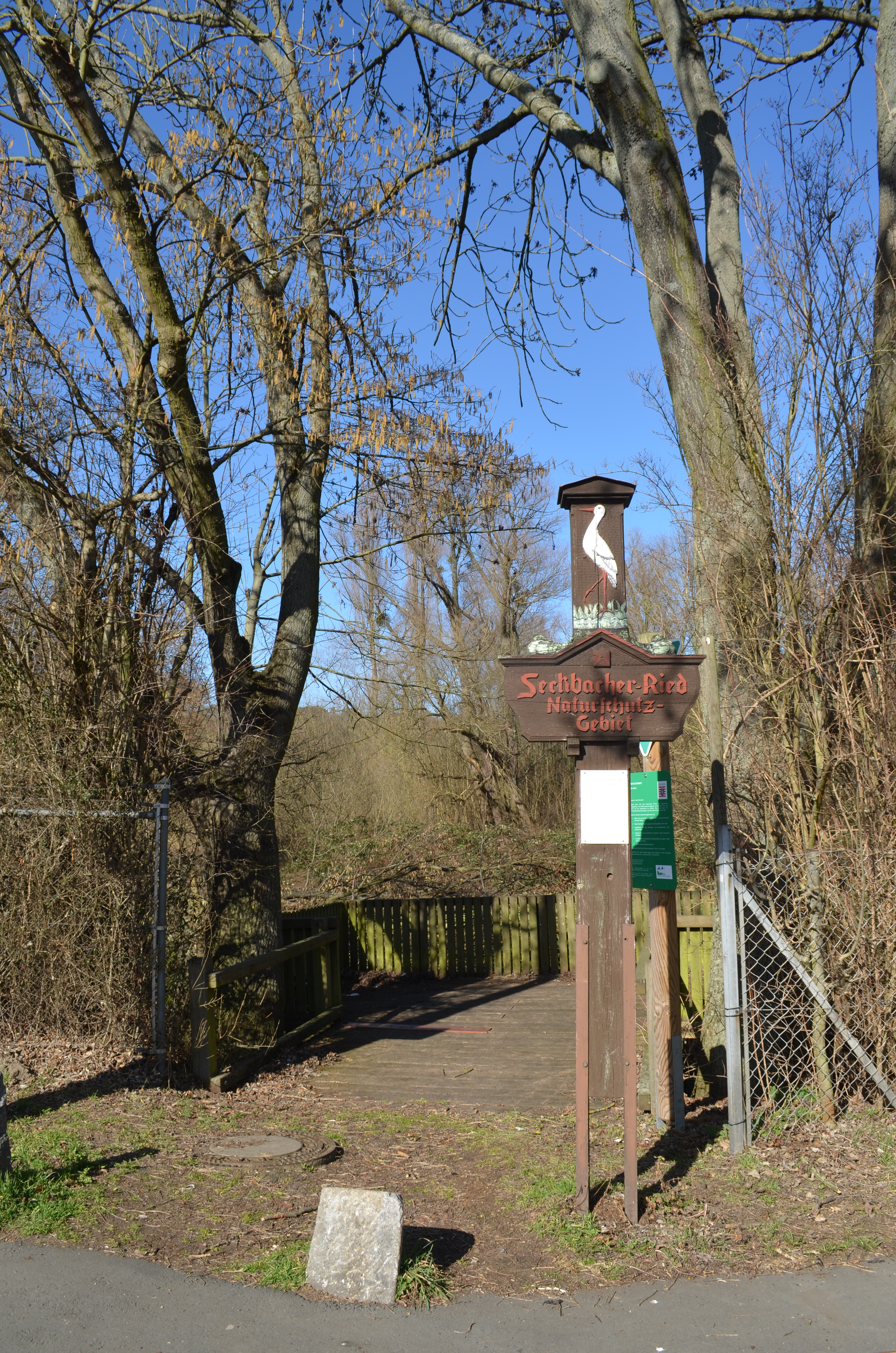
Einblick zum Seckbacher Ried von der Gwinnerstraße

Die Gwinnerstraße beginnt – im Süden – an der Borsigallee, in Höhe der gleichnamigen U-Bahn-Station der Linien U4 und U7. Sie verläuft zunächst durch ein Gewerbegebiet bis zur Kreuzung mit der Gelastraße. Dort wird der Straßenverkehr nach links (westlich) als Einbahnstraße bis zur Flinschstraße geführt und anschließend weiter – wieder mit Gegenverkehr – geradeaus zum Sausee und zu Kleingärten und ab der Straße Im Trieb in nördlicher Richtung bis zur Wilhelmshöher Straße. Der östliche Teil der Gelastraße ist am Ende, an der Friesstraße, durch eine Schranke für den Durchgangsverkehr gesperrt.
Kurz nach dieser Kreuzung, beginnt – rechter Hand – oberhalb der (teils Fuß- und Radweg – teils Verkehrsstraße) Straße Am Seckbacher Ried bis zur Straße In der sauren Wiese, der Streifen Seckbacher Ried, welcher nach rechts (Osten) bis zur Vilbeler Landstraße in Bergen-Enkheim geht.
Am Ende befindet sich die Endhaltestelle Leonhardsgasse der Buslinien 41 und 44 als Wendeschleife, da die Leonhardsgasse in Gegenrichtung ab Hochstädter Straße Einbahnstraße ist.
In nordöstliche Richtung führt oberhalb der Wendeschleife – auf der ehemaligen Tramtrasse – ein asphaltierter breiter Rad- und Wanderweg zur Wilhelmshöher Straße und weiter bis zur Vilbeler Landstraße.
Seit Dezember 2013 befindet sich der traditionsreiche Musikclub Batschkapp in der Gwinnerstraße.

## Verkehrsanbindung

### Ehemaliger Straßenbahnbetrieb

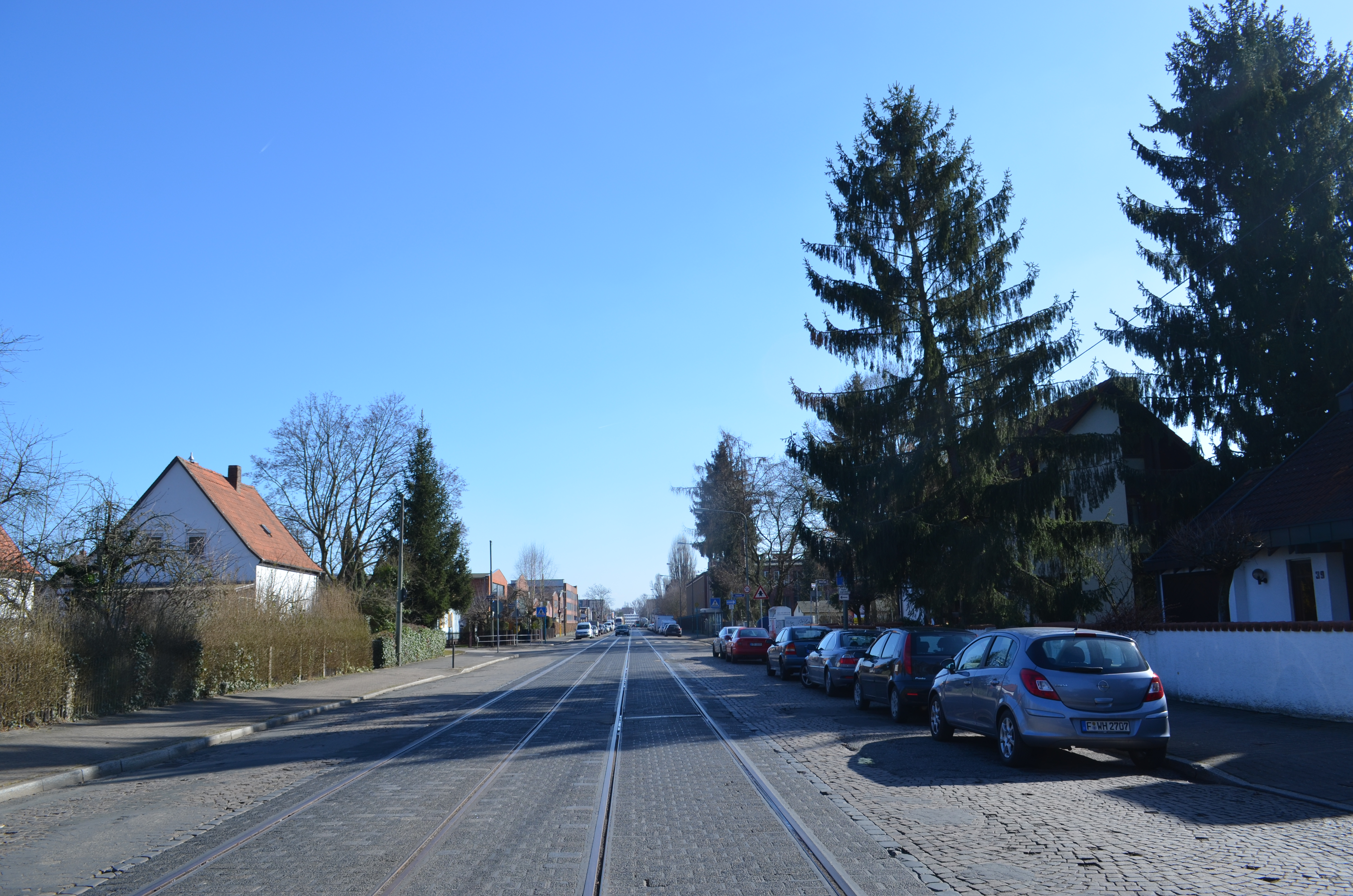
Gwinnerstraße

Durch die Gwinnerstraße fuhr vom 15. Oktober 1913 bis Februar 1992 eine Linie der Frankfurter Straßenbahn. Auf dieser wurde der Linienverkehr 1992 eingestellt und die alte Gleistrasse stillgelegt, da die Verlängerung der C-Strecke nach Enkheim eine Neutrassierung der Gleisanlagen auf der Borsigallee erforderte. Auf Höhe des ehemaligen Abzweiges entstand die Stadtbahnstation „Gwinnerstraße“. Früher lag die Straßenbahnstation etwas weiter hinter der heutigen Stadtbahnstation. Diese trug den Namen „Borsigallee/Gwinnerstraße“. Die Strecke blieb jedoch größtenteils bestehen, da man Teile davon für die geplante Verlängerung der U4 von Bornheim nach Bergen nutzen wollte.
Die Gleise liegen ab der Kreuzung mit der Gelastraße auf der höher gelegenen Fahrspur des Individualverkehrs Richtung Norden noch heute bis kurz vor der Leonhardsgasse.

### Heutiger Betrieb
Die Gwinnerstraße kann über die gleichnamige Stadtbahnstation im Kreuzungsbereich Borsigallee mit den Linien U4 und U7 erreicht werden.
| Linie | Verlauf | Takt                                       |
| ----- | --- | ------------------------------------------ |
| S4    | Bockenheimer Warte – Festhalle/Messe – Hauptbahnhof – Willy-Brandt-Platz – Dom/Römer – Konstablerwache – Merianplatz – Höhenstraße – Bornheim Mitte – Seckbacher Landstraße – Schäfflestraße – Gwinnerstraße – Kruppstraße – Hessen-Center – Enkheim | 15 min (werktags) 20 min (sonn-/feiertags) |
| S7    | Praunheim Heerstraße – Friedhof Westhausen – Stephan-Heise-Straße – Hausener Weg – Fischstein – Industriehof – Kirchplatz – Leipziger Straße – Bockenheimer Warte – Westend – Alte Oper – Hauptwache – Konstablerwache – Zoo – Habsburgerallee – Parlamentsplatz – Eissporthalle/Festplatz – Johanna-Tesch-Platz – Schäfflestraße – Gwinnerstraße – Kruppstraße – Hessen-Center – Enkheim | 10 min 7/8 min (HVZ)                       |

Die Station wird ebenfalls vom Nachtbus N7 angefahren. Die Buslinien 41 und 44 erschließen die Straße bis zur Wendeschleife Leonhardsgasse.

## Geschichte

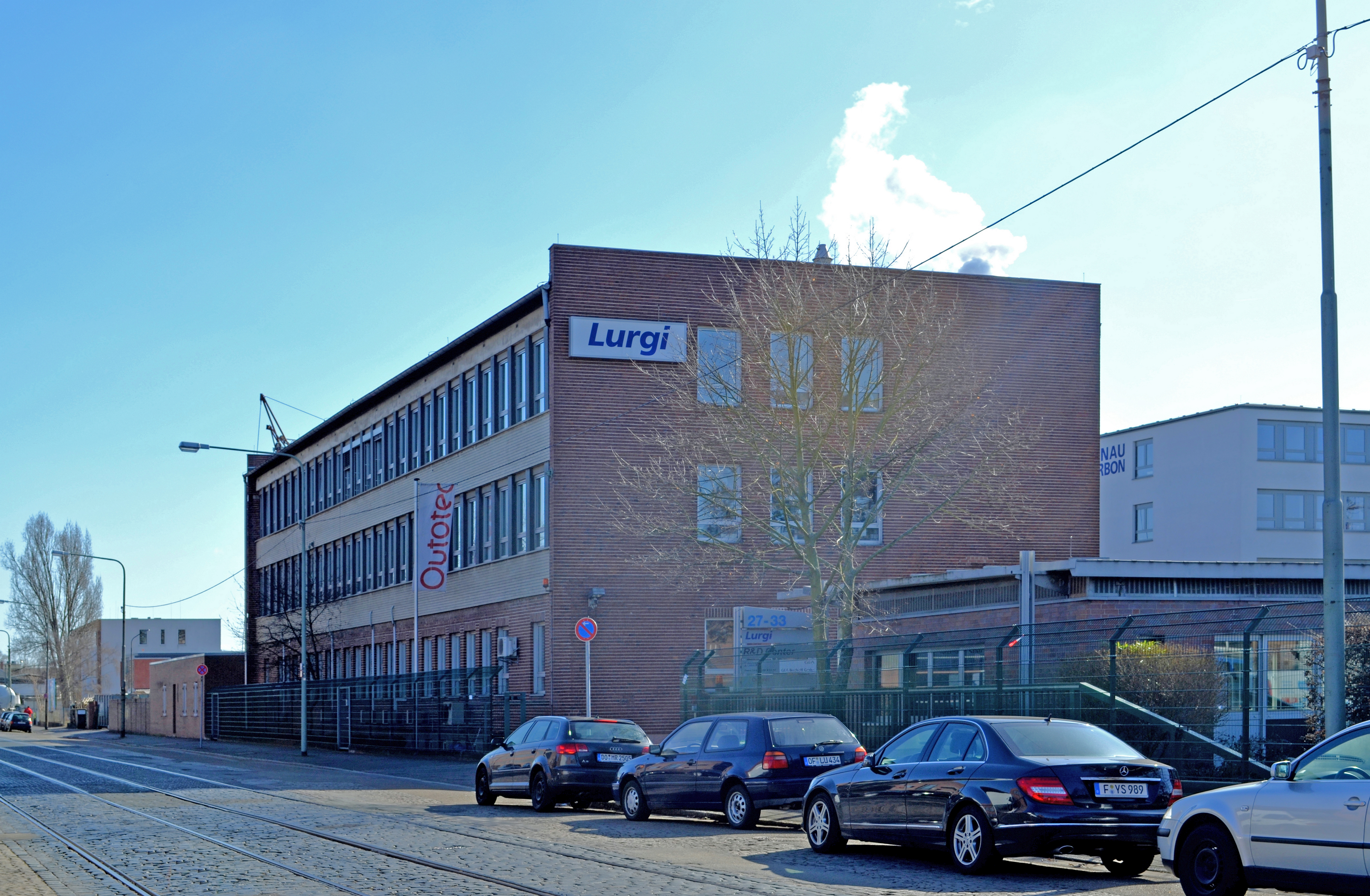
Gwinnerstraße, Lurgi

Seit 1937 befand sich an der heutigen Gwinnerstraße das Forschungs- und Entwicklungszentrum der Lurgi GmbH. In den Forschungslaboratorien und Versuchsanlagen des intern „F 4- E-Zentrum“ genannten Komplexes wurden Apparate und Verfahrenstechniken entwickelt. In dem 60.000 Quadratmeter großen Forschungszentrum waren bis zu 500 Beschäftigte tätig. Diese Forschungen waren nicht immer unumstritten. 1989/1990 sammelte eine Bürgerinitiative 400 Unterschriften gegen den Bau eine Müllverbrennungsversuchsanlage am Standort.
1956 wurde die Straße auf 40 Meter verbreitert. Dadurch lagen dann die Schienen, die bisher am Straßenrand lagen, in der Straßenmitte.
1978 war die Gwinnerstraße Schauplatz eines Brandanschlags auf einen Fahrkartenautomaten des FVV. Der Schaden betrug 7.000 DM. Zu diesem Anschlag bekannten sich „Revolutionäre Zellen“.

## Straßenname
Nach dem Tod von Philipp Friedrich Gwinner wurde der bisherige Bergweg in Gwinnerstraße geändert. 1948, zum 150-jährigen Jubiläum der Firma Mouson in dieser Gwinnerstraße wurde diese durch Beschluss der Stadtverordnetenversammlung vom 3. Juni 1948 in Mousonstraße umbenannt. Nun erhielt die heutige Gwinnerstraße (und frühere Mousonstraße) ihren Namen. Sie erinnert an Philipp Friedrich Gwinner und dessen Sohn, dem Landgerichtsdirektor Robert Franz von Gwinner (1825–1917).